# Craig Zadan
Craig Zadan (15 de abril de 1949 - 20 de agosto de 2018) foi um produtor executivo, diretor e escritor americano. Zadan foi abertamente gay e também foi a metade de poder de decisão na equipe de produção bem-sucedida da "Storyline Entertainment" com o parceiro Neil Meron desde sua criação há muitos anos no Teatro Broadway de Nova Iorque.
Faleceu em 20 de agosto de 2018, aos 69 anos de idade.

## Início da vida
Zadan nasceu em Miami, Florida. Ele se mudou com sua família da Flórida para Nova Iorque quando ele tinha 2 anos. Ele escreveu para a 'New York Magazine e também contribuiu com artigos para publicações como After Dark. Ele co-produziu um tributo à Broadway Stephen Sondheim, Sondheim: Um Tributo Musical, com Angela Lansbury e Alexis Smith, em 1973. escreveu um livro que relaciona o "por trás dos bastidores" dos musicais do compositor Stephen Sondheim intitulado "Sondheim & Co." em 1976, que foi atualizado com uma edição posterior e revisada em 1990. Zadan Meron o convidou para fazer uma série de palestras no Brooklyn College, e se tornaram parceiros profissionais depois da graduação em 1976. Eles trabalharam no Joseph Papp Public Theater antes de irem para a Califórnia no início de 1980 para trabalhar com Peter Guber.